# Gunnar Reuterskiöld
Gunnar August Casimir Reuterskiöld, född 11 januari 1893 i Göteborgs domkyrkoförsamling, död 9 september 1970 i Göteborgs Vasa församling, var en svensk diplomat och jurist. Han tillhörde släkten Reuterskiöld.

## Biografi
Reuterskiöld var son till bankdirektör Leonard Reuterskiöld och Emelie J:son Öman. Han tog studentexamen i Stockholm 1910 och studerade därefter i Tyskland och Frankrike. Han gick på Stockholm Högskola (studentföreningsordförande 1914–1916) och Handelshögskolan i Stockholm 1910–1916. Reuterskiöld tjänstgjorde på advokatbyrå i Stockholm 1914–1915, tog juris kandidatexamen i Stockholm 1915 och tjänstgjorde i Stockholms rådhusrätt 1915–1916. Han tog anställning vid Utrikesdepartementet 1916 och var attaché vid Sveriges ambassad i Rom 1917-1919. 1920-1921 var Reuterskiöld tillförordnad extra andre legationssekreterare vid Sveriges ambassad i Paris och tjänstgjorde sedan vid Utrikesdepartementet 1921-1924. 1920 var han biträdande sekreterare vid nordiska ministermötet i Oslo.
Reuterskiöld blev legationsråd 1924 och var baserad som sådan vid Sveriges ambassad i Moskva 1924-1927. Han blev konsul i Reval 1927 och var legationsråd vid Svenska legationen i Berlin från 1930 till 1934. 1934-1936 var han tillförordnad Chargé d’affaires vid Sveriges ambassad i Teheran och tillförordnad chargé d’affaires vid Sveriges ambassad i Bogotá 1936-1937.
Reuterskiöld var Sveriges sändebud i Lima 1937-1945, och var som sådan sidoackrediterad i La Paz, Bogotá och Quito. 1945–1948 var Reuterskiöld envoyé i Belgrad, envoyé i Bryssel 1948–1956 (ambassadör 1956) med sidoackreditering i Luxemburg 1948–1956 samt ambassadör i Warszawa 1956–1959.
Han gifte sig 1932 med Marit Berg (1901-1996), dotter till grosshandlaren Edvard Berg och Clarita Kruger. Han är far till Claes (född 1936) och Viveca (född 1938).

## Utmärkelser

### Svenska utmärkelser
- Kommendör med stora korset av Nordstjärneorden, 21 november 1958.[4]
- Kommendör av första klassen av Nordstjärneorden, 6 juni 1940.[5]
- Riddare av Nordstjärneorden, 16 juni 1928.[6]

### Utländska utmärkelser
- Storkorset av Belgiska Kronorden, tidigast 1950 och senast 1952.[7][8]
- Storkorset av Ecuadors förtjänsttecken Al Mérito, tidigast 1940 och senast 1942.[9][10]
- Storkorset av Luxemburgska Adolf av Nassaus civil- och militärförtjänstorden, tidigast 1950 och senast 1952.[7][8]
- Storkorset av Luxemburgska Ekkronans orden, tidigast 1955 och senast 1958.[3][8]
- Storkorset av Peruanska Solorden, tidigast 1940 och senast 1942.[9][10]
- Storofficer av Tunisiska orden Nischan el Iftikhar, 1920.[11][12]
- Tredje klassen av Irakiska Rafidain-orden, 2 november 1934.[9][13]
- Tredje klassen av Iranska Homayounorden, 1934.[9][13]
- Officer av Nederländska Oranien-Nassauorden, 1922.[11][12]
- Riddare av Franska Hederslegionen, 1920.[11][12]
- Riddare av Italienska Sankt Mauritius- och Lazarusorden, tidigast 1918 och senast 1921.[11][14]
- Riddare av första klassen av Norska Sankt Olavs orden, 1920.[11][14]
- Andra klassen av Preussiska Röda Korsets medalj.[3]
- Tredje klassen av Preussiska Röda Korsets medalj.[3]